# Johan-Sebastian Christiansen
Pour les articles homonymes, voir Christiansen.
Johan-Sebastian Christiansen est un joueur d'échecs norvégien né le 10 juin 1998.
Au 1er septembre 2019, il est le cinquième joueur norvégien avec un classement Elo de 2 558 points.

## Biographie et carrière
En 2018, Christiansen finit septième du championnat du monde d'échecs junior.
Il obtint le titre de grand maître international la même année.
En 2019, avec 7,5 points sur 11 (quatre victoires et sept nulles), il finit douzième du championnat d'Europe d'échecs individuel, ce qui le qualifiait pour la Coupe du monde d'échecs 2019. Lors de la coupe du monde à Batoumi, il bat Radosław Wojtaszek au premier tour, puis il est éliminé au deuxième tour par Kirill Alekseïenko.
Il a représenté la Norvège lors de l'Olympiade d'échecs de 2018, marquant 6,5 points sur 9 au troisième échiquier.